# Сикарии
Сикарии (лат. sicarii, дословно — «кинжальщики»; от sica «кинжал») — боевая еврейская группировка, действовавшая в Иудее в I веке н. э. Радикальное, впоследствии отколовшееся крыло движения зелотов, вставшее на путь прямых нападений и террористических актов. Цель сикариев — еврейское государство, независимое от Рима.

## Происхождение имени
Название сикарии происходит от слова «Sica» (лат. sica — короткий изогнутый меч или длинный кинжал Сика (оружие), используемый убийцами), так как члены этой группы носили кинжал под своей одеждой-тогой. «Сикри» было латинским прозвищем убийц, особенно тайных убийц. От этого слова происходит слово «убийца» на латыни (sicarius).

## Борьба с римлянами
Сикарии были известны как жестокая группировка, которая не брезговала средствами, включая политические убийства, для достижения своей цели — независимости евреев от Рима. Иосиф Клаузнер относит сикариев к активной группе ессеев, пытавшейся силой привести к власти долгожданного Мессию. Сикарии также выступали против высшего еврейского общества, которое было ближе к римским властям. Например, они подожгли муниципальный архив, где хранились долговые расписки. Подобные их действия вызывали симпатию у беднейших слоев населения.
Боролись с римским влиянием в Иудее, нападали и убивали представителей римских властей в Иерусалиме и лояльных представителей местной знати в городах Иудеи, сжигая их имущество. Среди сикариев были люди разного разбора, включая и профессиональных убийц, которые могли выполнять заказы и самих римлян. Иосиф Флавий сообщает, что убийцы предпочитали действовать в толпе, что позволяло произвести больший эффект и заодно давало нападавшему возможность скрыться. В качестве оружия использовали короткий меч или кинжал, носимый под одеждой и давший название группировке.
Были вместе с зелотами (однако часто конфликтуя с ними) одной из движущих сил в Первой иудейской войне. Вели активные боевые действия, одновременно уничтожая запасы собственного продовольствия для большего ожесточения борющихся евреев. После разгрома некоторое число сикариев бежало в Египет и Кирену, где продолжило борьбу против римлян. Последние иудейские сикарии покончили с собой в Масаде в 73 году после трехлетней осады.
В числе вождей сикариев были Элазар бен Яир и Менахем, сын вождя зелотов, Иуды Галилеянина.